# Jóhannes Gunnarsson
Jóhannes Gunnarsson SMM (* 3. August 1897 in Reykjavík, Island; † 17. Juni 1972 in Sioux Falls, South Dakota, USA) war römisch-katholischer Bischof und Apostolischer Vikar in Island.

## Leben
Jóhannes Gunnarsson, dessen Großvater Abgeordneter in der isländischen Althing war und dessen Vater zum Katholizismus konvertierte, war der einzige gebürtige, römisch-katholische Isländer für zwanzig Jahre. Er absolvierte seine Schulzeit in Dänemark, studierte bei Jesuiten in Island und beendete sein Theologiestudium in den Niederlanden. Er trat der Ordensgemeinschaft der Montfortaner Patres bei und empfing am 14. Juni 1924 das Sakrament der Priesterweihe in der Kathedrale von Reykjavík.
1942 wurde er von Papst Pius XII. zum Titularbischof von Hólar ernannt und zum Apostolischen Vikar in Island bestellt. Die Bischofsweihe wurde ihm am 7. Juli des nächsten Jahres durch Titularerzbischof Amleto Giovanni Cicognani, Apostolischer Delegat in den USA und Titularerzbischof von Laodicea in Phrygia, in der St. Patrick’s Church in Washington, D.C. gespendet.  Mitkonsekratoren waren Bischof John Michael McNamara, Weihbischof in Baltimore, und Peter Leo Ireton, Koadjutorbischof von Richmond. Er war der erste in Island geborene römisch-katholische Bischof seit fast vierhundert Jahren; der letzte vor ihm war Jón Arason im Jahre 1550.
In seine Amtszeit fiel die Erhebung des Apostolischen Vikariates Island zum Bistum Reykjavík durch Papst Paul VI., die mit Inthronisation seines Nachfolgers Hendrik Hubert Frehen SMM am 18. Oktober 1968 erfolgte. Er war Teilnehmer am Vaticanum II. von 1962 bis 1965. 1967 wurde seinem Rücktrittsgesuch durch Paul VI. stattgegeben.